# Candidus Hemmerlein
Candidus Hemmerlein (* 30. Juni 1743 in Kronach; † 19. März 1814 in Lichtenfels) war der letzte Abt des Klosters Langheim.

## Leben
Der aus Kronach stammende Candidus Hemmerlein legte 1762 mit Johann von Nepomuk Pitius die Mönchsgeblübde ab, wurde mit ihm 1767 Priester, studierte mit ihm Rechtswissenschaften in Prag und wurde im Herbst 1773 Kanzleidirektor. Nach der Suspendierung seines Vorgängers Pitius gehörte er zu dem aus drei Konventualen bestehenden Leitungsgremium der Abtei und wurde nach Pitius’ Tod 1791 zum Abt gewählt.
Vorsichtiger als sein Vorgänger agierend, wusste er sich mit dem Konvent und den Behörden der umliegenden vier Fürstentümer ins Einvernehmen zu setzen. Bei der Abtretung des Markgrafentums Bayreuth an Preußen 1792 wurde er durch den Grafen Wartenberg als erster Landstand zur Huldigung aufgerufen und erhielt danach die Bestätigung sämtlicher Privilegien. Trotz der hohen Kriegslasten konnte er einen neuen Konventbau aufführen lassen, der aber schon 1802 ausbrannte. Er besaß die seltene Eigenschaft, die Talente seiner Untergebenen zu erkennen und zu fördern. Zwei Mönche ließ er die Rechte an der Universität Würzburg studieren und den Lehrstoff später im Kloster vortragen. Das von ihm angelegte Münz- und Naturalienkabinett wurde durch die Säkularisation zerstreut.
Nach der Klosteraufhebung lebte er teils auf dem Schloss Trieb, teils in Lichtenfels, wo er 1814 starb. Die Trauerrede hielt ihm der ehemalige Langheimer Konventuale Joachim Heinrich Jaeck, der ihn später verleumdete, weil er im Testament nicht bedacht worden war. Die Trauerrede erschien auch im Druck.